# Laguna Negra (Barrancas)
La laguna Negra es un pequeño lago argentino de origen glaciar ubicado en el límite entre las provincias de Neuquén y Mendoza, en el norte de la Patagonia Argentina.

## Geografía
La laguna se encuentra entre el departamento Chos Malal, en Neuquén, y el departamento Malargüe, en Mendoza. Se extiende de norte a sur en la parte inferior de una cuenca muy estrecha de origen glaciar, en una longitud de aproximadamente cinco kilómetros y una anchura media de 850 metros.
La laguna se encuentra a unos 2181 metros sobre el nivel del mar, cerca de la frontera con Chile. Está rodeado por todos lados por altas montañas, algunas hacia el lado oeste de la frontera, más allá de los 2900 metros. Al este, las montañas no superan 2.600 metros. El valle se abre hacia el sur para dar paso a su emisario, el río Barrancas que nace en este punto.
Se encuentra a siete kilómetros al noreste de la laguna Fea y unos 40 kilómetros en línea recta al norte-noroeste de lago Cari Lauquen.

## Hidrografía
Su emisario es el río Barrancas, que aporta sus aguas al río Colorado. Aguas abajo, (antes de llegar al Colorado) forma el lago Cari Lauquen y recibe las aguas del río Grande.